# 出塁率
出塁率（しゅつるいりつ、英：On-base percentage / OBP）は、野球において打者を評価する指標の一つ。打者の打撃機会あたりの出塁割合を表す。

## 概要
出塁率 = (安打 + 四球 + 死球) ÷ (打数 + 四球 + 死球 + 犠飛)
出塁率は、打者記録である打数、四球、死球、犠飛の合計数のうち、安打、四球、死球で出塁した割合を表す。最高出塁率を決定する場合など、厳密に出塁率を求める必要がなければ上記計算式で算出された数値の小数第4位を四捨五入して第3位までの値を用いる。打率などと同様に、整数部分の0は省略して表記することが多い。
打率の計算式との最大の違いは、分母に犠飛数を含むことであり、犠飛によって打率は下がらないが、出塁率は下がる。このため、犠飛数が四死球数を上回る場合、出塁率が打率より低くなる可能性はある。ただし、打撃において犠飛の機会は少ないため、四死球数が1以上ならばその可能性は限りなく低くなる。
打撃妨害・走塁妨害による出塁および犠牲バントの打席は、打数が加算されないため出塁率の計算には影響しない。失策または野手選択による出塁、あるいは第3ストライク時の暴投・捕逸（いわゆる振り逃げ）による出塁の場合は、通常の凡打と同様に打数が加算されるため、打率も出塁率も下がる。

## 変遷
かつての出塁率は、各野球リーグにおいてタイトル受賞者選定の際に算出されてはいたが、打率と比べると常に注目度が低かった。だが21世紀以降、セイバーメトリクス（統計学の野球への応用）が盛んとなってからは、「打者がアウトにならない確率」を示す出塁率は打率よりも得点に結び付く要素であることが裏付けされ、打者の評価指標として重要視されるようになった。
メジャーリーグベースボール (MLB)
この出塁率にいち早く注目したMLBのオークランド・アスレチックスは、少ない資金でチームを運営しているにもかかわらず好成績を挙げた。アスレチックスのGM、ビリー・ビーンはセイバーメトリクスを応用し、FAやトレードで「出塁率は高いが、その他の理由で評価や年俸が高くない選手」を集め、MLBドラフトでは四球数の多い選手を指名・獲得し、地味だが得点効率の高いチームを作り、2001年と2002年にはMLB最低レベルのチーム年俸総額ながら2年連続でシーズン100勝を達成した。このエピソードは後にマイケル・ルイスが『マネー・ボール』と題して書籍化。映画化されるまでになった。
日本プロ野球 (NPB)
NPBでは、1984年までは犠飛を考慮せず次の計算式を使用していた。
出塁率 = (安打 + 四球 + 死球) ÷ (打数 + 四球 + 死球)
パシフィック・リーグでは1962年からシーズンの出塁率が最も高い選手を最高出塁率として表彰。セントラル・リーグでは1967年からシーズンの最多出塁数選手を表彰し、出塁率は表彰対象ではなかったが、1985年より冒頭の計算式の採用とセントラル・パシフィック両リーグとも出塁率を表彰対象とする最高出塁率に制定が改定され現在に至っている。しかし、NPBの公式記録としては、1984年以前の出塁率を遡って算出することはしていない。そのため、NPBのHPにおける通算記録ランキングでは、項目が多数ある中で出塁率の項目が存在しない。

## 日本プロ野球

### 個人シーズン記録
| 順位                                                     | 選手名       | 所属球団                 | 打席 | 出塁率 | 記録年 | 備考                 |
| -------------------------------------------------------- | ------------ | ------------------------ | ---- | ------ | ------ | -------------------- |
| 1                                                        | 落合博満     | ロッテオリオンズ         | 右   | .487   | 1986年 | パ・リーグ記録       |
| 2                                                        | 落合博満     | ロッテオリオンズ         | 右   | .4806  | 1985年 |                      |
| 3                                                        | R.バース     | 阪神タイガース           | 左   | .4805  | 1986年 | セ・リーグ記録       |
| 4                                                        | 落合博満     | 中日ドラゴンズ           | 右   | .4728  | 1991年 | セ・リーグ右打者記録 |
| 5                                                        | 小笠原道大   | 日本ハムファイターズ     | 左   | .4725  | 2003年 | パ・リーグ左打者記録 |
| 6                                                        | 柳田悠岐     | 福岡ソフトバンクホークス | 左   | .4694  | 2015年 |                      |
| 7                                                        | R.ペタジーニ | ヤクルトスワローズ       | 左   | .4687  | 1999年 |                      |
| 8                                                        | 丸佳浩       | 広島東洋カープ           | 左   | .468   | 2018年 |                      |
| 9                                                        | A.カブレラ   | 西武ライオンズ           | 右   | .467   | 2002年 |                      |
| 10                                                       | R.ペタジーニ | ヤクルトスワローズ       | 左   | .466   | 2001年 |                      |
| 1985年以降の規定打席以上。記録は2024年シーズン終了時点。 |              |                          |      |        |        |                      |

### 参考記録
| 順位                             | 選手名 | 所属球団         | 打席 | 出塁率 | 記録年   |
| -------------------------------- | ------ | ---------------- | ---- | ------ | -------- |
| 1                                | 王貞治 | 読売ジャイアンツ | 左   | .532   | 1974年   |
| 2                                | 景浦將 | 大阪タイガース   | 右   | .515   | 1937年秋 |
| 3                                | 王貞治 | 読売ジャイアンツ | 左   | .500   | 1973年   |
| 4                                | 王貞治 | 読売ジャイアンツ | 左   | .495   | 1966年   |
| 5                                | 桝嘉一 | 名古屋軍         | 右   | .493   | 1938年春 |
| 6                                | 王貞治 | 読売ジャイアンツ | 左   | .490   | 1965年   |
| 7                                | 王貞治 | 読売ジャイアンツ | 左   | .488   | 1967年   |
| 8                                | 王貞治 | 読売ジャイアンツ | 左   | .479   | 1976年   |
| 9                                | 王貞治 | 読売ジャイアンツ | 左   | .477   | 1977年   |
| 10                               | 王貞治 | 読売ジャイアンツ | 左   | .475   | 1968年   |
| 現行の計算式による。規定打席以上 |        |                  |      |        |          |

| 順位 | 選手名     | 出塁率 |
| ---- | ---------- | ------ |
| 1    | 王貞治     | .446   |
| 2    | 落合博満   | .422   |
| 3    | 近藤健介   | .418   |
| 4    | 松井秀喜   | .413   |
| 5    | 柳田悠岐   | .409   |
| 6    | 張本勲     | .399   |
| 7    | A.カブレラ | .398   |
| 8    | 青木宣親   | .3925  |
| 9    | 松中信彦   | .3915  |
| 10   | 小笠原道大 | .3894  |

| 順位 | 選手名   | 出塁率 |
| ---- | -------- | ------ |
| 11   | 清原和博 | .3889  |
| 12   | 糸井嘉男 | .388   |
| 13   | 与那嶺要 | .387   |
| 14   | 榎本喜八 | .386   |
| 15   | 千葉茂   | .384   |
| 16   | 川上哲治 | .383   |
| 17   | L.リー   | .3818  |
| 18   | 金本知憲 | .3816  |
| 19   | 山本浩二 | .3813  |
| 20   | T.ローズ | .3812  |

- 現行の計算式による[注 4]
- 4000打数以上
- 2024年終了時点

## メジャーリーグベースボール

### 個人通算記録
| 順位 | 選手名                   | 出塁率 |
| ---- | ------------------------ | ------ |
| 1    | テッド・ウィリアムズ     | .482   |
| 2    | ベーブ・ルース           | .474   |
| 3    | ジョン・マグロー         | .466   |
| 4    | ビリー・ハミルトン       | .455   |
| 5    | ルー・ゲーリッグ         | .447   |
| 6    | バリー・ボンズ           | .444   |
| 7    | ビル・ジョイス           | .435   |
| 8    | ロジャース・ホーンスビー | .434   |
| 9    | タイ・カッブ             | .433   |
| 10   | ジミー・フォックス       | .4283  |

| 順位 | 選手名               | 出塁率 |
| ---- | -------------------- | ------ |
| 11   | トリス・スピーカー   | .4279  |
| 12   | エディ・コリンズ     | .4244  |
| 13   | フェリス・フェイン   | .4241  |
| 14   | ダン・ブローザース   | .4233  |
| 15   | マックス・ビショップ | .4230  |
| 16   | ジョー・ジャクソン   | .422   |
| 17   | フアン・ソト         | .4208  |
| 18   | ミッキー・マントル   | .4205  |
| 19   | ミッキー・カクレーン | .4192  |
| 20   | フランク・トーマス   | .4191  |

- 3000打席以上且つ500試合以上
- 1876年以前の成績は原則としてシーズン記録は含まないが、個人通算記録は含まれる。
- 記録は2024年シーズン終了時点[9]。

### 個人シーズン記録
| 順位 | 選手名               | 所属球団                       | 出塁率 | 記録年 | 備考           |
| ---- | -------------------- | ------------------------------ | ------ | ------ | -------------- |
| 1    | バリー・ボンズ       | サンフランシスコ・ジャイアンツ | .609   | 2004年 | ナ・リーグ記録 |
| 2    | バリー・ボンズ       | サンフランシスコ・ジャイアンツ | .582   | 2002年 |                |
| 3    | テッド・ウィリアムズ | ボストン・レッドソックス       | .553   | 1941年 | ア・リーグ記録 |
| 4    | ジョン・マグロー     | ボルチモア・オリオールズ       | .548   | 1899年 |                |
| 5    | ベーブ・ルース       | ニューヨーク・ヤンキース       | .545   | 1923年 |                |
| 6    | ベーブ・ルース       | ニューヨーク・ヤンキース       | .533   | 1920年 |                |
| 7    | バリー・ボンズ       | サンフランシスコ・ジャイアンツ | .529   | 2003年 |                |
| 8    | テッド・ウィリアムズ | ボストン・レッドソックス       | .526   | 1957年 |                |
| 9    | ビリー・ハミルトン   | フィラデルフィア・フィリーズ   | .521   | 1894年 |                |
| 10   | ベーブ・ルース       | ニューヨーク・ヤンキース       | .516   | 1926年 |                |

- 両打者記録はミッキー・マントルの.512（1957年、ニューヨーク・ヤンキース）
- 右打者記録はロジャース・ホーンスビーの.507（1924年、セントルイス・カージナルス）
- 記録は2024年シーズン終了時点[10]。